# Jezero Dębowa
Jezero Dębowa, polsky jezioro Dębowa nebo Akwen Dębowa, je antropogenní jezero a současná rekreační a rybářská oblast na levém břehu veletoku Odra a na pravém břehu potoka Lineta v Ratibořské kotlině v jižním Polsku. Nachází se také na území vesnice Reńska Wieś ve gmině Reńska Wieś v okrese Kandřín-Kozlí v Opolském vojvodství v regionu Horní Slezsko.

## Historie a popis místa
Jezero Dębowa je atraktivní rekreační oblast, jejíž vodní plocha má rozlohu cca 66,36 ha, průměrnou hloubku 7,4 m a maximální hloubku cca 20 m. Je známé dobrou kvalitu vody a vzniklo na místě bývalé štěrkovny. Jsou zde tři ostrovy. Celá oblast je ve vlastnictví gminy Reńska Wieś. Místo nabízí zázemí pro vodní sporty, pláže, tábořiště, kempink, ubytování, občerstvení, sportoviště, turistiku, cykloturistiku, rybaření, jezdectví apod.

## Další informace
Jezero je celoročně volně přístupné.

## Galerie

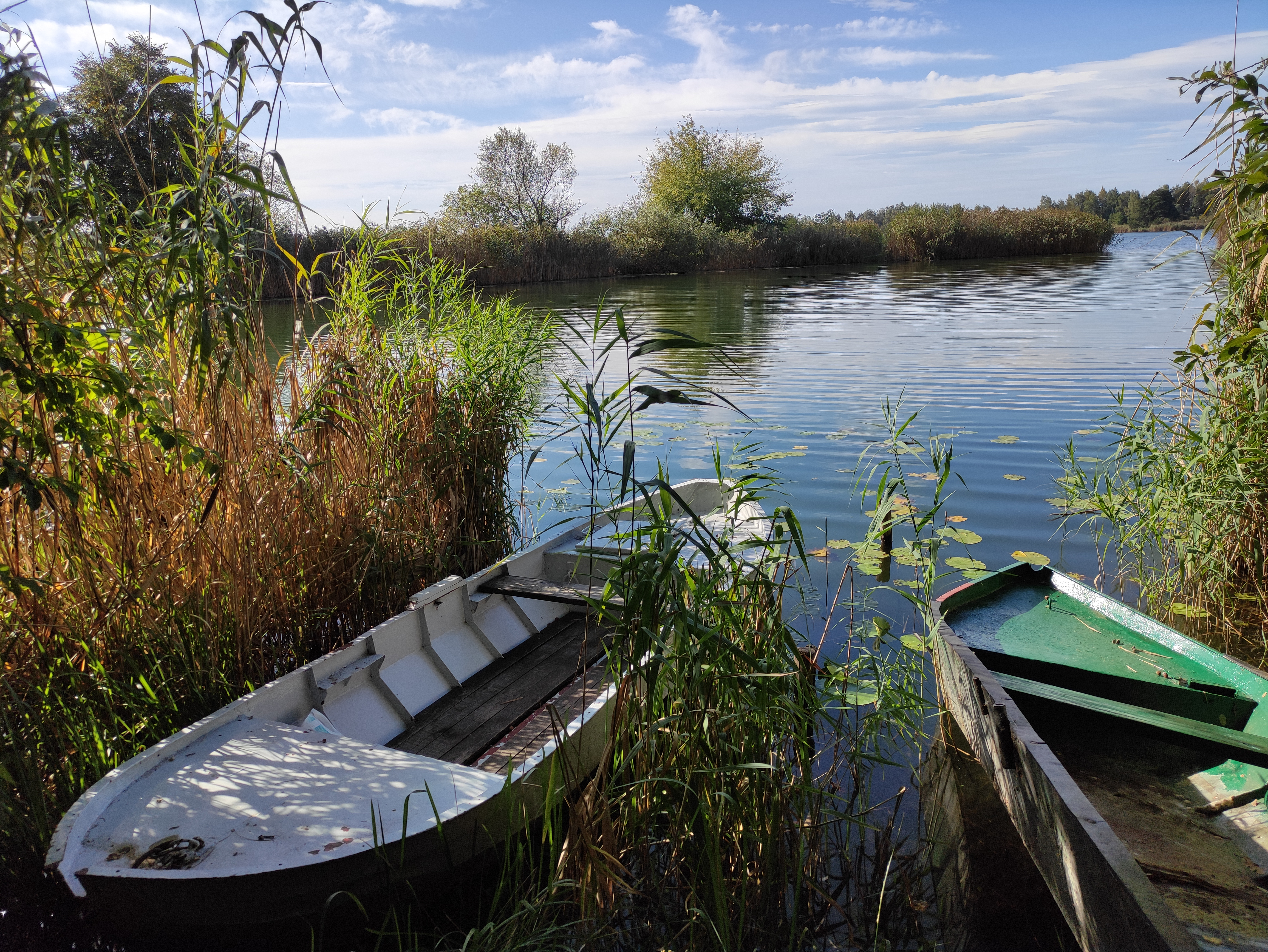
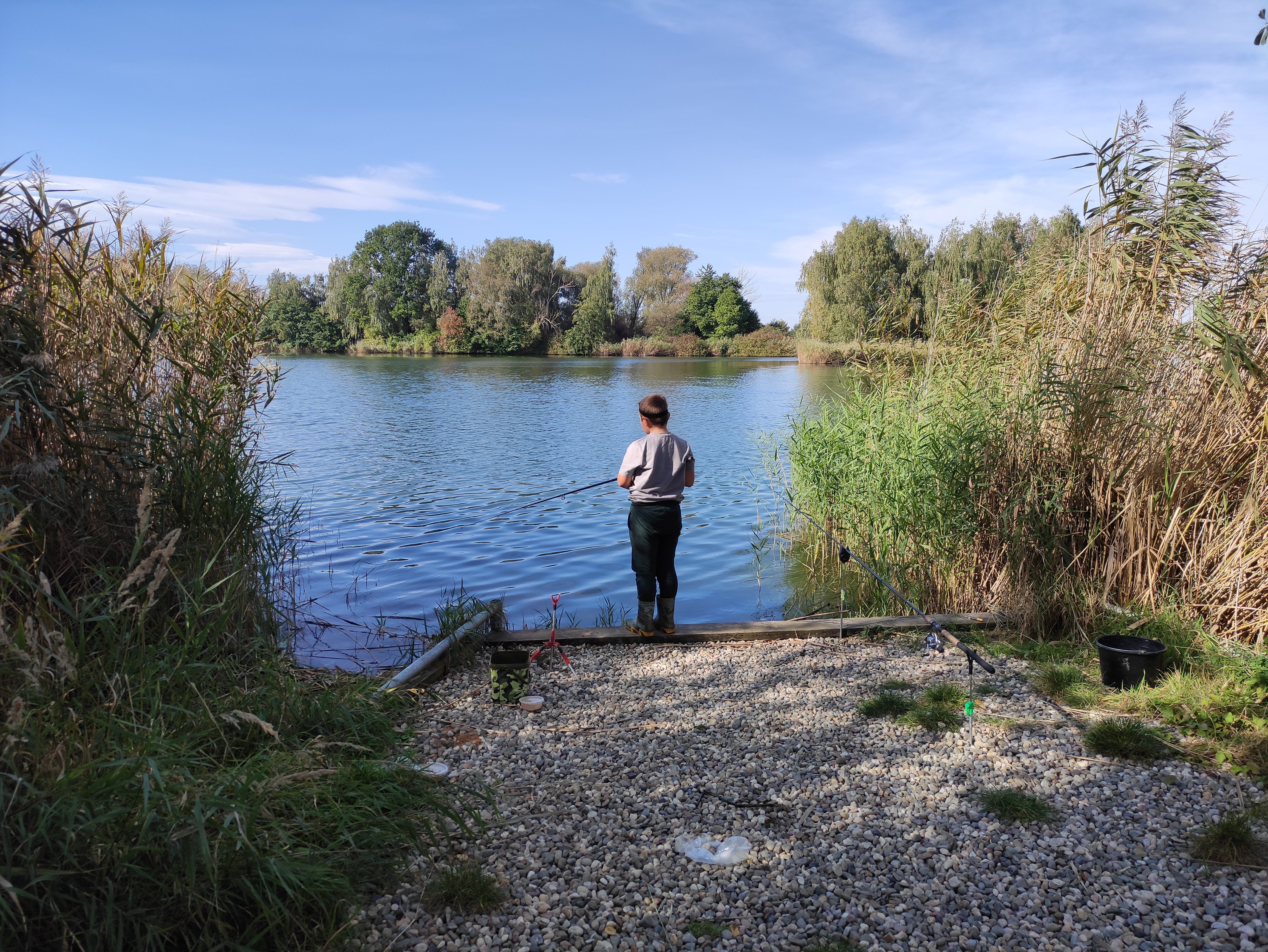
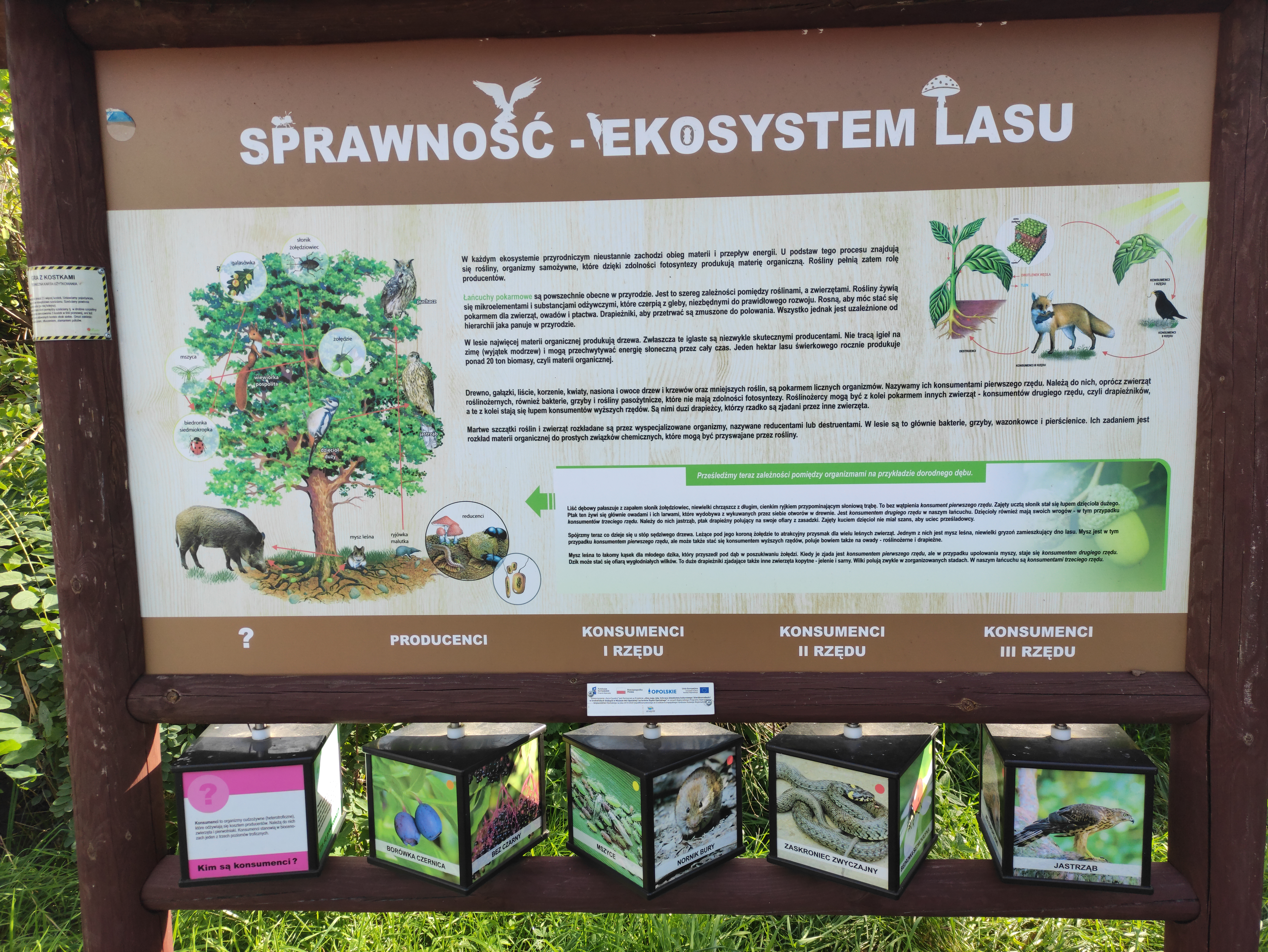